# Олалья, Хуанхо
Хуа́н Хосе́ Ола́лья Ферна́ндес (исп. Juan José Olalla Fernández; род. 13 января 1980, Мадрид, Испания), более известный как Хуанхо Олалья (исп. Juanjo Olalla) — испанский футболист, защитник.

## Карьера
Хуанхо является воспитанником академии мадридского «Реала». 17 сентября 2000 года он провёл первую игру за второй состав клуба, «Кастилью», заменив Оскара Миньямбреса на 86-й минуте встречи с «Сан-Себастьян-де-лос-Рейес» в рамках Сегунды B. Всего в своём дебютном сезоне на взрослом уровне Хуанхо принял участие в 15 матчах третьей испанской лиги. 6 ноября 2002 года защитник впервые сыграл за «Реал Мадрид», выйдя на замену на вместо Сантьяго Солари на 78-й минуте поединка с «Реал Овьедо» в Кубке Испании. В сезоне 2003/04 Хуанхо привлекался главным тренером Карлушем Кейрошем к матчам Примеры и был включён в заявку на групповой этап Лиги чемпионов, однако не провёл ни одной игры в этих двух турнирах, ограничившись появлением в кубковом матче против «Эйбара». В сезоне 2004/05 защитник был арендован «Леридой», в составе которой он провёл 12 встреч в Сегунде.
В сезоне 2005/06 Хуанхо перешёл из «Реала» в «Райо Вальекано» и принял участие в 33 матчах третьего испанского дивизиона. В 2006—2009 годах защитник выступал за «Фигерес», «Кастельдефельс» и «Ивиса-Эивисса», вылетев в Терсеру с каждым из этих клубов. Суммарно за время своей профессиональной карьеры игрок провёл 12 игр в Сегунде и 200 в Сегунде B (включая плей-офф за повышение в классе). С 2011 года Хуанхо играл на любительском уровне в региональной лиге Испании, представляя различные команды из Мадрида и его окрестностей. Его последним клубом был «Кольядо Вильяльба», где он провёл сезон 2020/21.

## Достижения
«Кастилья»
- Победитель Сегунды B (1): 2001/02 (I группа)